# Oratio Montano
Horacio Montano (Rocca Gloria (région de Naples), 1535 - Salon, 11 septembre 1603) fut un noble italien, chanoine de Saint-Pierre de Rome, évêque de Penne et d'Atri (1591-1598) et archevêque d’Arles (1598-1603).

## Biographie

Le Royaume de Naples

Horacio Montano nait en 1545 à Rocca Gloria dans le diocèse de Policastro du royaume de Naples. Il est le fils de Jérôme, connu par ses exploits contre les Turcs. 
Il fait ses études à Rome et devient abbé de Saint-Nicolas près de sa ville natale puis chanoine de Saint-Pierre du Vatican. Le 20 mars 1591, le pape Grégoire XIV le nommé évêque de Penne et d'Atri,. 
Il est promu archevêque d'Arles le 22 février 1599. Il succède à Silvio de Sainte-Croix, bénéficiant du double soutien de la curie romaine et du nouveau roi de France, Henri IV. Il reçoit le pallium des mains de Clément VIII, qui le nomme ensuite, nonce extraordinaire en France. 
Avec le cardinal de Joyeuse, il est chargé par ce même pape de procéder à la cassation du mariage d'Henri IV avec Marguerite de Valois, sœur d'Henri III. Le mariage est cassé le 
17 décembre 1599.

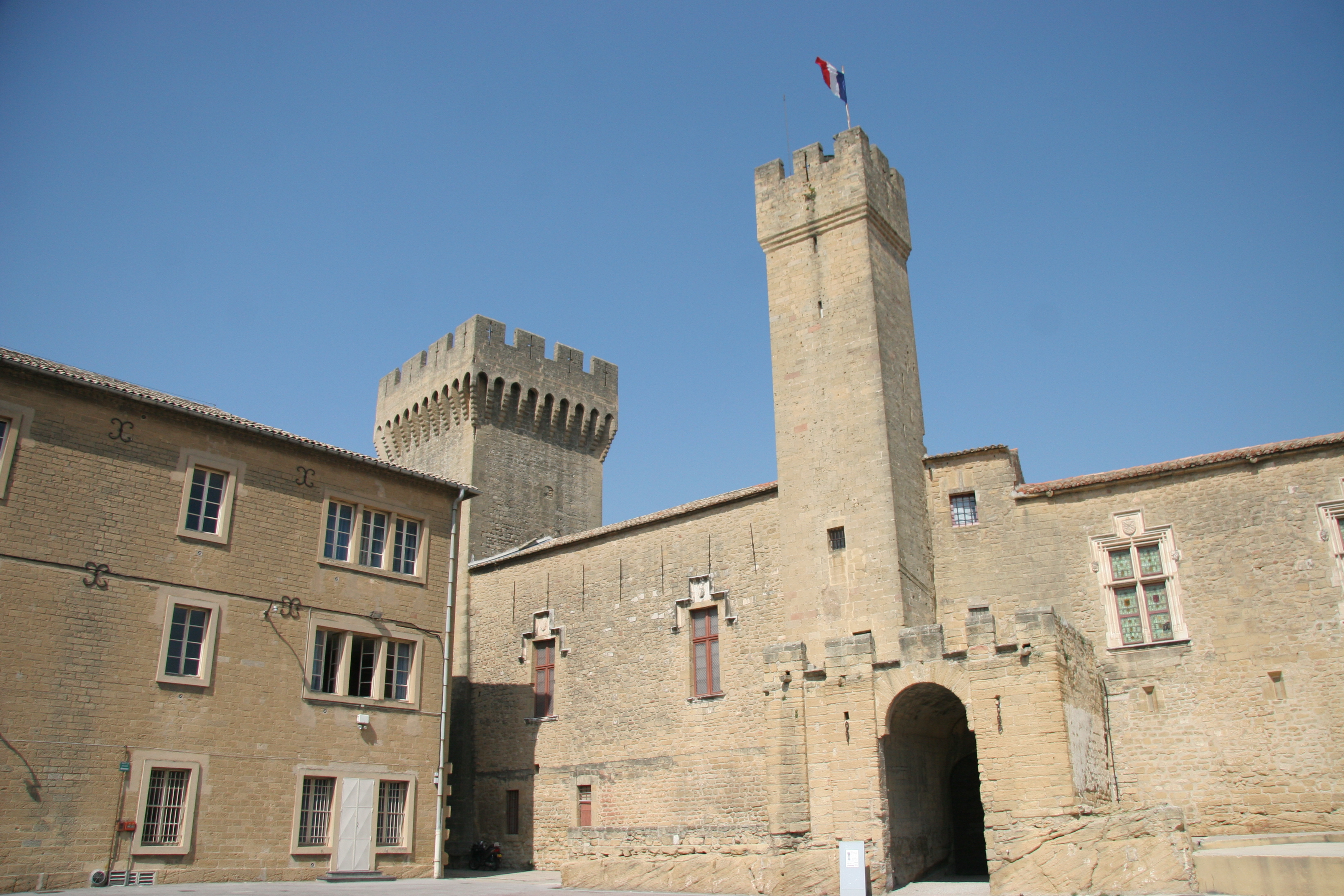
A Salon-de-Provence, le Château de l'Empéri, résidence des archevêques d'Arles depuis le milieu du XIIe siècle

Dans son diocèse, Horacio Montano fait preuve d’une grande activité administrative, multipliant les visites pastorales. En 1601, il inspecte ainsi 14 églises dont la chapelle des Pénitents blancs à Marignane et dans la cité d’Arles, la cathédrale Saint-Trophime qu'il réaménage. A de nombreuses reprises, il use de son crédit personnel au profit de ses diocésains dans la gestion de son évêché.
Il manque toutefois de temps pour accomplir une œuvre significative car il meurt peu après, le 11 septembre 1603 à Salon. L'historien et homme d'église Jean-Pierre Papon rapporte qu'il légua tout son bien à sa métropole qui fut obligée de renoncer à cet héritage. La GCN donne quelques détails sur les procès qui opposèrent les créanciers de l'archevêque à ses héritiers.

### Sources
- Jean-Maurice Rouquette (sous la direction de) – ARLES, histoires, territoires et cultures, page 639.
- Jean-Pierre Papon, Jules Frédéric Paul Fauris de Saint-Vincens - Histoire générale de Provence: dédiée aux états - Moutard, 1777, page 320.
- Joseph Hyacinthe Albanés - Gallia christiana novissima, page 935, no 2179 et suivants ici